# Towarzystwo Surinamu

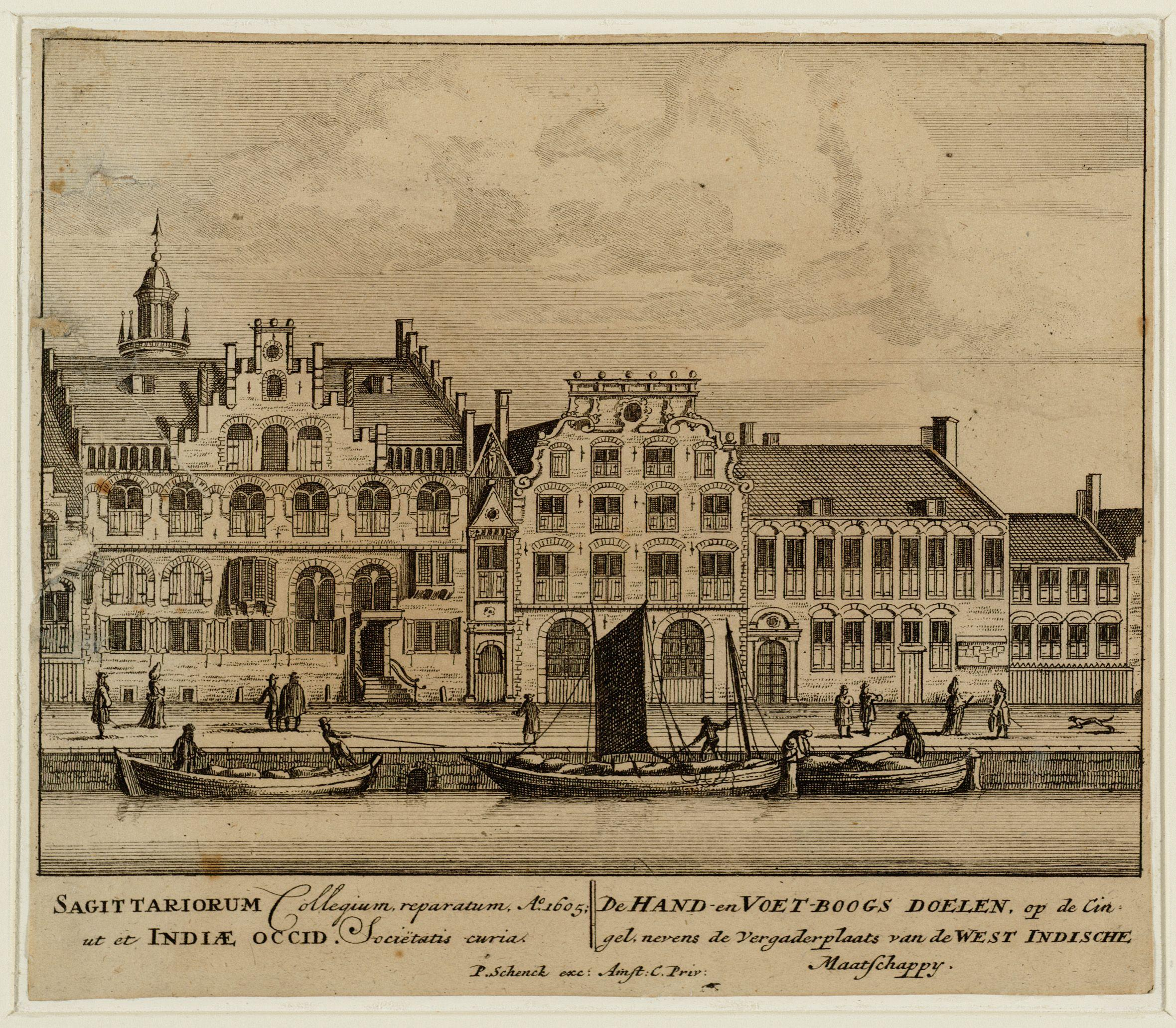
Siedziba kierownictwa Towarzystwa Surinamu w gmachu Voetboogdoelen, trzecim z lewej

Towarzystwo Surinamu (hol. Geoctroyeerde Sociëteit van Suriname) – spółka zarządzająca kolonią Surinam w latach 1683–1795, w skład spółki wchodzili trzej równorzędni udziałowcy: miasto Amsterdam, rodzina Van Aerssen van Sommelsdijck oraz Holenderska Kompania Zachodnioindyjska (hol. West-Indische Compagnie, WIC).

## Historia
W 1682 roku Surinam został sprzedany przez Zelandię nowo powstałej spółce Holenderskiej Kompanii Zachodnioindyjskiej (hol. West-Indische Compagnie, WIC) przemianowanej na Towarzystwo Surinamu. Surinam został sprzedany za 260 tys. guldenów. Stany Generalne zaaprobowały transakcję i nadały Kompanii wyłączność na handel z Surinamem i import niewolników przez dziesięć lat.
20 września 1682 roku Stany Generalne uchwaliły Kartę Towarzystwa Surinamu, która była zarazem pierwszą konstytucją Surinamu. Karta wprowadzała system władzy lokalnej – stanowisko gubernatora oraz Radę Polityki i Sprawiedliwości Kryminalnej, natomiast prawo kolonii stanowiły Stany Generalne.
Karta nie regulowała jednak spraw własności. Towarzystwo Surinamu mogło zakupić prawa własności nabyte przez Zelandię – nabyło prywatne prawa własności do wszystkich ziem nabytych od Anglików oraz ziem, do których prawo Zelandia nadała plantatorom. Ponadto jako przedstawiciel Stanów Generalnych Towarzystwo uzyskało tytuł (nie prawo własności) do wszystkich innych ziem Surinamu, w tym do ziem „dzikich i leżących odłogiem” oraz do ziem ludów tubylczych, które na mocy Ordre van Regieringe zachowały prawo własności.
W 1682 roku Towarzystwo zaczęło porządkować strukturę relacji własności ziemi w celu maksymalizacji produkcji rolnej. Wprowadzono system podobny do feudalnego – ziemia Towarzystwa Surinamu wypuszczana była w dzierżawę.
Wobec rosnących wydatków na administrację i obronę Kompania zmuszona była przyjąć wspólników. Od 1683 roku Towarzystwo miało trzech równorzędnych udziałowców: obok Holenderskiej Kompanii Zachodnioindyjskiej, miasto Amsterdam i Cornelisa van Aerssena van Sommelsdijcka (1637–1688). W tym samym roku Cornelis van Aerssen van Sommelsdijck został gubernatorem Surinamu i zaczął zakładać liczne plantacje trzciny cukrowej. Na plantacjach pracowali niewolnicy, których dostarczała WIC. WIC miała monopol na sprowadzanie niewolników do Surinamu, a miasto Amsterdam i van Aerssen van Sommelsdijck współfinansowali wyposażenie ich statków. Towarzystwo zarabiało na każdym sprowadzonym niewolniku 15 guldenów.
W 1770 roku rodzina van Aerssen van Sommelsdijck sprzedała swoje udziały a Kompania i miasto Amsterdam pozostali w spółce z 50% udziałami. Towarzystwo Surinamu zostało rozwiązane w 1795 roku niedługo po proklamowaniu Republiki Batawskiej.

## Archiwum Towarzystwa Surinamu
Działalność Towarzystwa Surinamu (1683–1795) dokumentują liczne i dobrze zachowane dokumenty administracji, uchwały, protokoły, mapy i rysunki, listy itd. Tworzą one archiwum Towarzystwa, które znajduje się w holenderskim archiwum narodowym w Hadze.